# Rainer Tscharke
Rainer Tscharke (* 1. August 1942 in Babelsberg) ist ein ehemaliger Volleyballspieler und -trainer aus der DDR.

## Karriere
Tscharke begann als Oberschüler mit dem Volleyball. 1960 und 1961 wurde er DDR-Jugendmeister. In der DDR-Meisterschaft dominierte in den 1960er Jahren der SC Leipzig vor dem SC Dynamo Berlin, Tscharke wurde mit dem TSC Berlin zwischen 1966 und 1972 sechsmal Dritter.
Seine internationale Karriere begann Tscharke in der B-Nationalmannschaft, seit 1965 gehörte er zur DDR-Nationalmannschaft, in der er insgesamt 189 Länderspiele absolvierte. Tscharke belegte mit der DDR-Mannschaft von 1966 dreimal in Folge den vierten Platz beim Saisonhöhepunkt. 1969 gewann er den Volleyball World Cup und im Jahr darauf war er dabei, als die DDR-Auswahl bei der Weltmeisterschaft 1970 in Bulgarien der Titel gewann. Nach einem vierten Platz bei der Europameisterschaft 1971 erreichte die DDR-Mannschaft das Finale bei den Olympischen Spielen 1972 in München und erhielt nach der Finalniederlage gegen die japanische Mannschaft die Silbermedaille.
Tscharke war ab 1973 als Trainer beim TSC Berlin tätig. 1984 und 1986 führte er den Verein zur DDR-Meisterschaft, von 1984 bis 1986 gewann er dreimal den DDR-Pokal. Bis 2006 war er Nachwuchstrainer beim TSC. Nebenamtlich war Tscharke auch Trainer im Behindertensport, so betreute er die deutschen Volleyballer bei den Sommer-Paralympics 2004.